# Daniel Aubrey
Daniel Aubrey je skotský spisovatel a novinář. Debutoval kriminálním thrillerem Dark Island, román se  dostal do užšího výběru na cenu Bloody Scotland Debut Prize.

## Život a dílo
Původním povoláním byl novinář, psal pro místní noviny a byl korespondentem ze Španělska či Hongkongu. Žije s manželkou na pobřeží Skotska a věnuje se historii, archeologii a dialektu britského souostroví Orkneje. Na souostroví umístil děj svého debutového románu Dark Island (Ostrov temnoty). Hlavní hrdinkou knihy je neurodivergentní (označuje neurologicky odlišné od typického, což zahrnuje mimo jiné autisty, lidi s ADHD) reportérka Freya Sinclairová. Autorova zkušenost s diagnózou autisty a ADHD se promítá do její postavy.
Autor studoval na Institute of Northern Studies v Kirkwallu. Dokončil mentorský program Riff Raff a pomohl založit spisovatelskou skupinu Virtual Writing Group na Twitteru. Spolupracoval na několika seriálech. Jeho  první román Dark Island vyšel v roce 2024, další román The Dying Light v roce 2025.

### Česky vydané knihy
- Ostrov temnoty, 2024 (Dark Island, 2024)[5]